# Hrabstwo Custer (Nebraska)
Hrabstwo Custer (ang. Custer County) – hrabstwo w stanie Nebraska w Stanach Zjednoczonych. Obszar całkowity hrabstwa obejmuje powierzchnię 2 575,88 mil2 (6 671,53 km²). Według danych z 2010 r. hrabstwo miało 10 943 mieszkańców. Hrabstwo powstało w 17 lutego 1877 roku i nosi imię generała George’a Custera.

## Sąsiednie hrabstwa
- Hrabstwo Blaine (północ)
- Hrabstwo Loup (północ)
- Hrabstwo Garfield (północny wschód)
- Hrabstwo Valley (wschód)
- Hrabstwo Sherman (wschód)
- Hrabstwo Buffalo (południowy wschód)
- Hrabstwo Dawson (południe)
- Hrabstwo Lincoln (zachód)
- Hrabstwo Logan (zachód)
- Hrabstwo Thomas (północny zachód)

## Miasta i miejscowości
- Broken Bow
- Sargent
- Westerville (CDP)

## Wioski
- Anselmo
- Ansley
- Arnold
- Berwyn
- Callaway
- Comstock
- Mason City
- Merna
- Oconto